# Благовещенське (Архангельська область)
Благовещенське (рос. Благовещенское) — село в Вельському районі Архангельської області Російської Федерації.
Населення становить 1086 осіб. Входить до складу муніципального утворення Благовєщенське муніципальне утворення.

## Історія
Від 1937 року належить до Архангельської області.
Від 2004 року належить до муніципального утворення Благовєщенське муніципальне утворення.

## Населення
| 2002 | 2010 | 2012  | 2014  |
| ---- | ---- | ----- | ----- |
| 1043 | ↘939 | ↗1017 | ↗1086 |